# DM007SH
DM007SHはシャープが製造し、ディズニー・モバイルが販売する携帯電話端末である。

## 概要
ディズニー・モバイルが発売した7号機端末。ディズニー・モバイルの端末としては珍しく、特定のモデルをベースとはしていないが、一部についてはDM005SHと共通した機能を搭載しているものの、同機や同機のベースモデルとされるSoftBank 942SHに比べると大幅なスペックアップが図られている。

## 主な機能・サービス
- Bluetooth対応

| 主な対応サービス         | 主な対応サービス       | 主な対応サービス     | 主な対応サービス |
| ------------------------ | ---------------------- | -------------------- | ---------------- |
| S!一斉トーク             | S!ともだち状況         | Yahoo!mocoa          |                  |
| S!ループ                 | S!タウン               | S!速報ニュース       |                  |
| PCサイトブラウザ         | 電子コミック           | S!アプリ             |                  |
| 着うたフル／着うた       | デコレメール           | S!電話帳バックアップ |                  |
| S!FeliCa                 | S!ミュージックコネクト | S!GPSナビ            |                  |
| コンテンツおすすめメール | TVコール               | 国際ローミング       |                  |
| ワンセグ                 | 3G ハイスピード        | S!おなじみ操作       |                  |